# Thyreus janasivius
Thyreus janasivius là một loài Hymenoptera trong họ Apidae. Loài này được Sivik mô tả khoa học năm 1957.